# Ардаши (железнодорожная станция)
Ардаши́ — железнодорожная станция в Зуевском районе Кировской области в составе Семушинского сельского поселения.

## География
Находится на железнодорожной линии Киров — Пермь на расстоянии примерно 27 километров на запад-северо-запад от районного центра города Зуевка.

## История
Упоминается с 1926 года, когда здесь учтено было 19 дворов и 44 жителей, в 1950 42 и 77 соответственно.
В 1998 году ж. д. казарма 1029 км и ж. д. станция Ардаши Семушинского сельского округа объединены в один населенный пункт — ж. д. станцию Ардаши

## Население
| 2010 |
| ---- |
| 174  |

В 1926 году учтено 19 дворов и 44 жителей, в 1950 — 42 и 77 соответственно. В 1989 году 197 жителей.

### Национальный состав
Согласно результатам переписи 2002 года, в национальной структуре населения русские составляли 86 % из 35
чел.

## Инфраструктура
Путевое хозяйство Горьковской железной дороги. Станция Ардаши.

## Транспорт
Доступна автомобильным и железнодорожным транспортом.